# Општина Сервија-Велвендо
Општина Сервија-Велвендо (грч. Δήμος Σερβίων - Βελβεντού, Димос Сервион - Велвенду) је бивша општина у Грчкој у округу Кожани, периферија Западна Македонија. Административни центар је град Сервија. Општина има површину од 728.166 км2. По подацима из 2011. године број становника у општини је био 14.830.

## Становништво
| 2011.  |
| ------ |
| 14,830 |